# Arenas
Arenas is een gemeente in de Spaanse provincie Málaga in de regio Andalusië met een oppervlakte van 26 km². In 2007 telde Arenas 1.391 inwoners.